# Янаґава Сіґенобу
Янаґава Сіґенобу (1787 — 1832) — японський художник періоду Едо.

## Життєпис
Про походження нічого невідомо. Народився 1787 року у місті Янаґава. Захопився малювання, перебрався до Едо. Втім спочатку займався виготовленням ляльок. Зрештою з 1803 року спочатку став учнем, а потім зятем відомого художника Кацусіка Хокусая. В подальшому останній всиновив Сіґенобу. Після цього Янаґава взяв творчий псевдоним Райто. До 1818 року мешкав в Едоському районі Ходзьо Янаґава-тьо.
У 1822 році перебрався до Осаки, де співпрацював з відомим на той час гравером і видавцем Тані Сейкьо. У 1825 році повертається до Едо. Його учнями були Янаґава Кунінао, Янаґава Сіґехару, Янаґава Нобусада, Янаґава Сіґенобу II. Помер в Едо 1832 року.

## Творчість
Спеціалізувався на ілюстровані книг, створені гравюри і сурімоно (вітальних гравюрах-листівках). Останніх відомо 30 доробок, особливо знаною є серія суріномо «П'ять довгожителів». Сурімоно Янаґава Сіґенобу відрізняються елегантним і вишуканим стилем й незвичністю рішень.також відомий як ілюстратор першого видання роману «Нансо Сатомі хаккен-ден».
В Осацький період створював роботи у жанрах якуся-е (зображення акторів). В лругий Ежоський період звернувся до бідзінги (зображення красунь), зображуючи переважно гейш. Янаґава Сіґенобу відомий також як автор альбому малюнків у жанрі сюнґа «Буревій в вербах».